# Çanaqçı
Çanaqçı (en azéri) est un village d'Azerbaïdjan situé dans le raion de Khodjaly ou Avetaranots (en arménien Ավետարանոզ ; anciennement Chanakhchi Չանախչի) lorsqu'elle fut une communauté rurale de la région d'Askeran, au Haut-Karabagh. La population s'élevait à 1 039 habitants en 2005.

## Histoire
Faisant partie de l'oblast autonome du Haut-Karabagh à l'époque soviétique, le village passe sous contrôle arménien pendant la première guerre du Haut-Karabakh et est administré dans le cadre de la région d'Askeran de la République d'Artsakh. Le 9 novembre 2020, le village est repris par l'Azerbaïdjan au cours de la deuxième guerre du Haut-Karabagh.

## Personnalité
Avetaranots est le lieu de naissance de Valerian Grigorievitch Madatov (1782-1829), général de l'Empire russe.